# Kamasutra (album)
Kamasutra je četrti in zadnji studijski album slovenske jazz fusion skupine Predmestje, ki je izšel leta 1982 pri beograjski založbi PGP RTB.

## Ozadje
Leta 1982 se je skupina še četrtič odpravila v studio. Rezultat snemanj je bil četrti album skupine Kamasutra, pri katerem so opazni vplivi ska in pop glasbe, album pa vsebuje tudi več vokalnih skladb kot njegovi predhodniki. Producent albuma je bil Braco Doblekar, kot gost pa je pri snemanju sodeloval pozavnist Boris Šinigoj, nekdanji član Mladih levov. Zaradi spornih prizorov se je ovitek albuma večkrat zamenjal, zato je album izšel z zamudo. Med tem časom je poziv za vojsko dobil bobnar Petković, nadomestil pa ga je Jani Tutta. Skupina je delovala do leta 1984, ko je prenehala z delovanjem.

## Sprejem
Sead S. Fetahagić je v recenziji za spletni portal Progarchives zapisal: »Po odličnem predhodniku Hazard, se je skupina odločila za smer, ki je bila večkrat usodna za večino progresivnih ali fusion skupin, odločila se je za moderni in trendovski zvok, v tistem času pa sta bila to ska in novi val. K temu dodajte brezokusni ovitek z ženskimi nogami in celotni koncept erotike in dobite hudo neprepričljivo, na momente celo grozno ploščo. Vseeno so bili instrumentalni jami zaigrani lepo (»Jugorama«, »Eureka«, »Kamasutra«) in bi lahko bili model za komercialni, zelo dostopni »soft fusion«. Celo prva skladba »U Parizu«, v kateri lahko slišimo vplive skupine The Police, je spodobna in privlačna skladba v ska ritmu. Ostali del albuma je precej slab, vokalni deli pa resnično neumni. Skupina se je kmalu po izdaji tega albuma razšla in s poslušanjem tega albuma je precej očitno kaj je šlo narobe.«

## Seznam skladb
Vse pesmi je napisal in uglasbil Andrej Pompe, razen kjer je posebej napisano.
| A stran | A stran           | A stran |
| Št.     | Naslov            | Dolžina |
| ------- | ----------------- | ------- |
| 1.      | „U Parizu‟        | 4:10    |
| 2.      | „Jugorama‟        | 3:43    |
| 3.      | „Volim da gledam‟ | 4:25    |
| 4.      | „Eureka‟          | 4:45    |

| B stran         | B stran           | B stran                     | B stran |
| Št.             | Naslov            | Pisec                       | Dolžina |
| --------------- | ----------------- | --------------------------- | ------- |
| 1.              | „Njen prozor‟     | Pompe                       | 3:55    |
| 2.              | „Kul‟             | Andrej Petković             | 0:57    |
| 3.              | „Kamasutra‟       |                             | 5:30    |
| 4.              | „Izuj se, ostani‟ | Andrej Pompe, Daniel Levski | 4:20    |
| 5.              | „Tramvaj‟         |                             | 3:46    |
| Skupna dolžina: | Skupna dolžina:   | Skupna dolžina:             | 35:31   |

## Osebje

### Predmestje
- Andrej Pompe – Fender Rhodes, ARP Odyssey, vokal
- Marko Bitenc – vokal, tolkala
- Marjan Lebar – bas, spremljevalni vokal
- Slavko Lebar – kitara, spremljevalni vokal
- Andrej Petković – bobni, timbales, tolkala

Gost
- Jernej Podboj – tenorski saksofon
- Boris Šinigoj – pozavna

### Produkcija
- Producent: Braco Doblekar
- Oblikovanje: Stefan Borota
- Fotografija: Dušan Arzenšek